# Đấu trường băng Tomaszów Mazowiecki

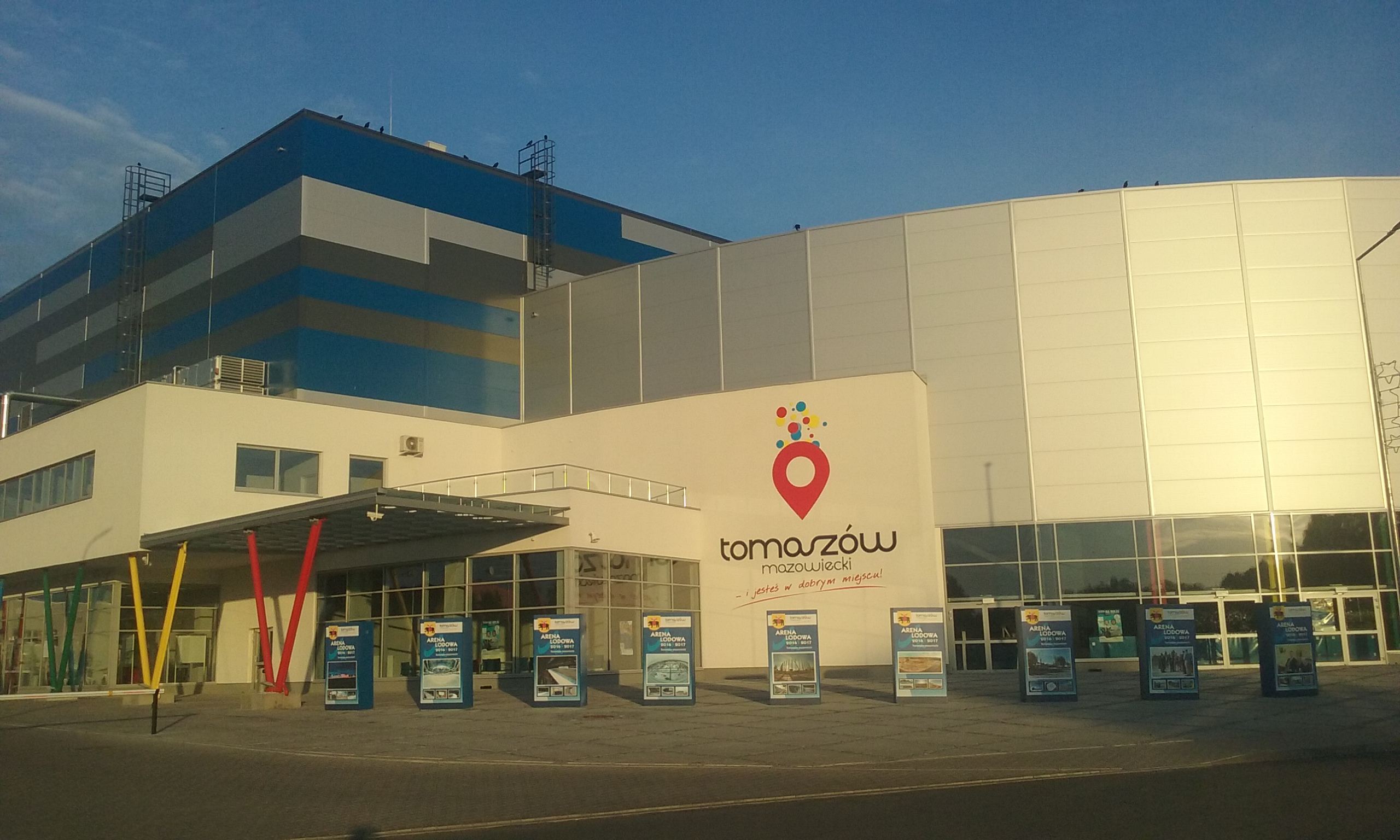
Lối vào chính

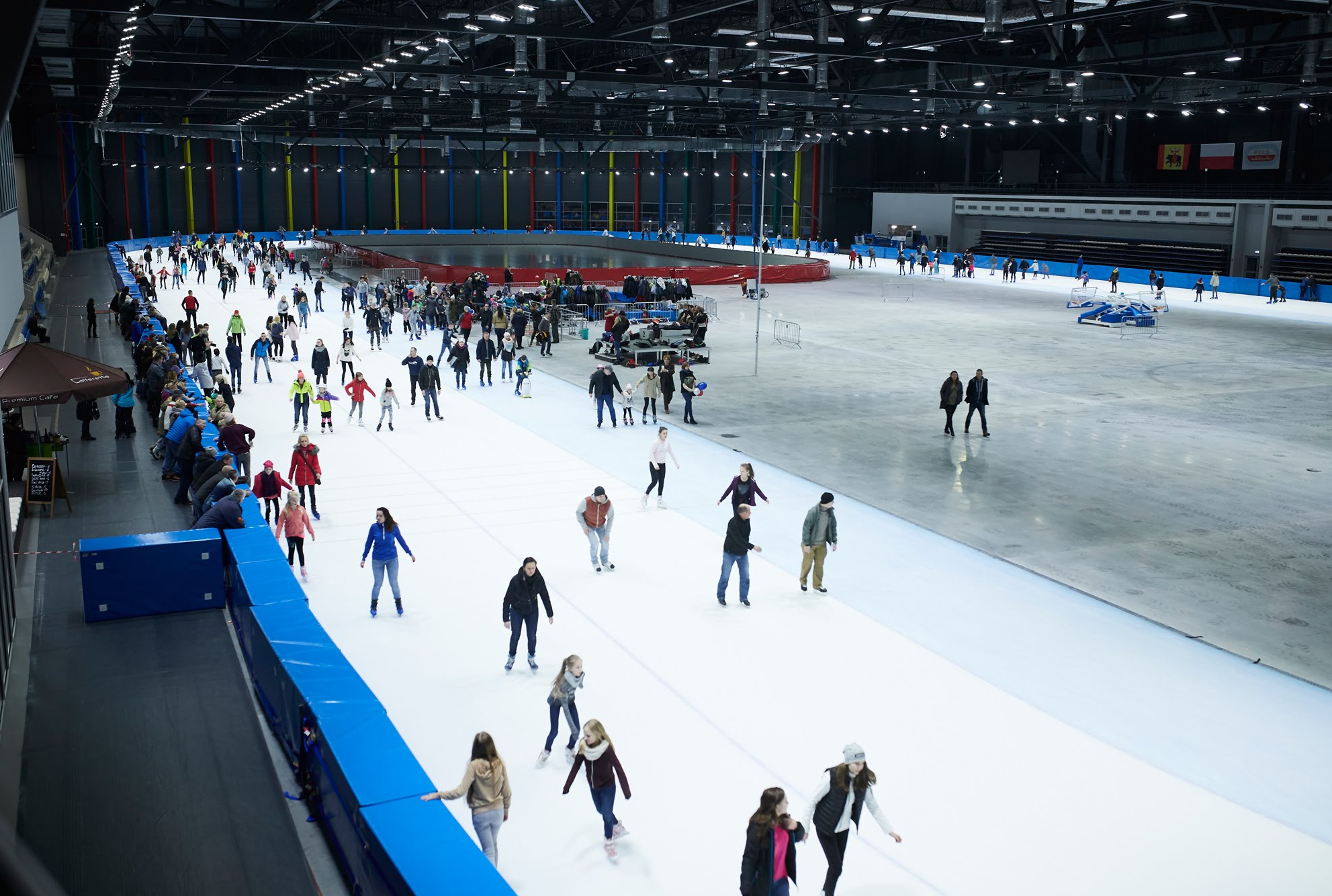
Kỳ nghỉ đông, tháng 1 năm 2018

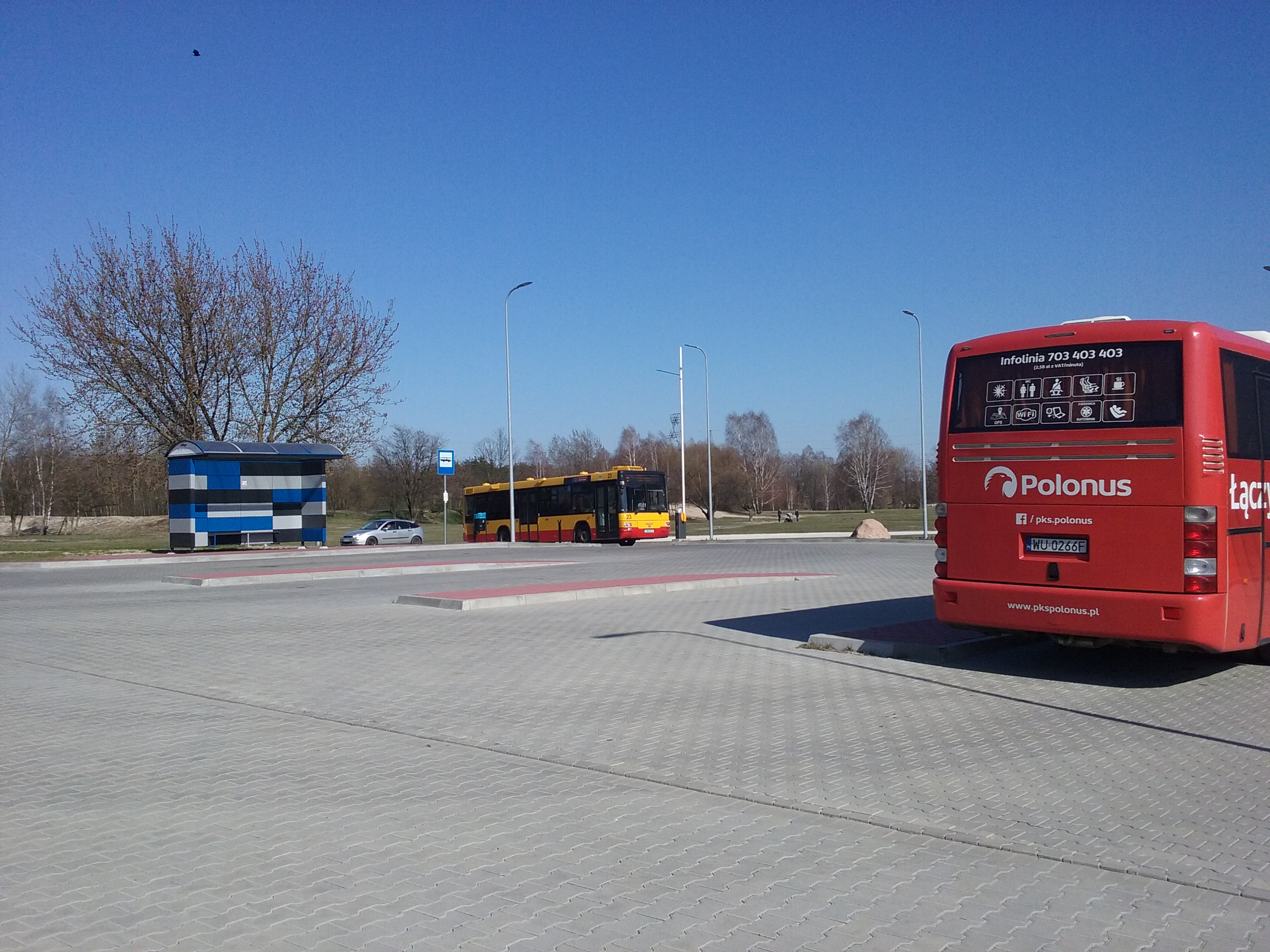
Một trạm xe buýt tại Arena với các huấn luyện viên trực tiếp đến Warsaw. Một số khóa học hàng ngày của Polonus có sẵn cho tất cả cư dân thành phố trên tuyến đường của người vận chuyển (Tomaszów, Rawa, Mszczonów, Warsaw)

Đấu trường băng Tomaszów Mazowiecki là sân trượt băng Ba Lan đầu tiên hoạt động quanh năm  phục vụ cho các hoạt động trượt băng tốc độ, trượt băng nghệ thuật, khúc côn cầu trên băng, theo dõi ngắn và con lăn trượt băng. Nó nằm gần sông Pilica ở Tomaszów Mazowiecki, cách Trung tâm Thể thao Olympic ở Spała, Ba Lan 10 km. Nó được xây dựng từ năm 2016 đến 2017.

## Xây dựng

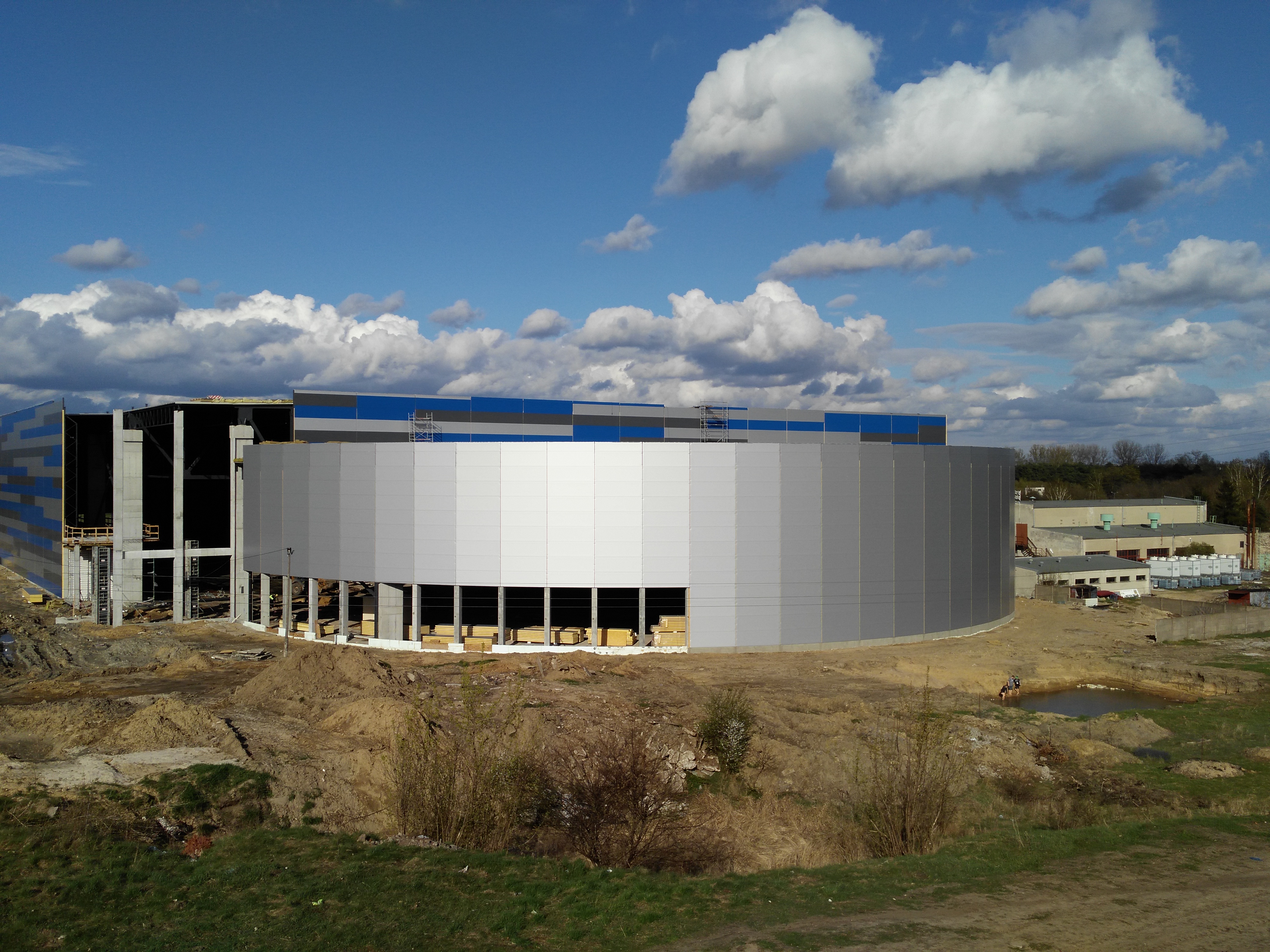
Đang thi công, tháng 4 năm 2017

Khoản đầu tư này được khởi xướng bởi Thị trưởng Tomaszów Mazowiecki Marcin Witko, và Bộ trưởng Bộ Du lịch và Thể thao Ba Lan Witold Baoldka. Công ty Rosa-Bud từ Radom, Ba Lan là công ty xây dựng chính của đấu trường. Dự án được đưa vào Chương trình Đầu tư Chiến lược của Bộ Thể thao và Du lịch của Cộng hòa Ba Lan. Khoản tài trợ từ Bộ là 19 triệu PLN, trong khi các phương tiện tài chính khác đến từ chính quyền địa phương. Quá trình xây dựng chỉ kéo dài mười bốn tháng - bắt đầu vào tháng 8 năm 2016 và các công trình chính đã hoàn thiện vào tháng 9 năm 2017. Lễ khai mạc chính thức diễn ra vào ngày 14 tháng 12 năm 2017. Tổng thống Ba Lan, Andrzej Duda, đã tham gia buổi lễ chính thức, cũng được tổ chức bởi một buổi hòa nhạc của Ray Wilson.

## Đặc điểm
Đấu trường băng ở Tomaszów Mazowiecki là đấu trường trong nhà đầu tiên và duy nhất hoạt động quanh năm được chỉ định cho các môn thể thao mùa đông ở Ba Lan. Các cơ sở được cung cấp để tổ chức các sự kiện của các phạm vi khác nhau. Đấu trường đáp ứng các yêu cầu khắt khe của Liên đoàn trượt băng quốc tế, khiến nó có khả năng tổ chức các sự kiện quốc tế.
Diện tích của cơ sở là 292 000 m3. Một đường trượt băng tốc độ dài 400 mét với đầy đủ kích cỡ, hockey trên băng, trượt băng nghệ thuật và sân trượt patin ngắn đều nằm trong không gian này. Nó cũng chứa bốn vùng đóng băng và hệ thống âm thanh và ánh sáng hiện đại đáp ứng các tiêu chuẩn phát sóng HD.

## Đấu trường về số lượng
- 2000 lx - độ rọi, chỉ trong công nghệ LED
- 1,5 giây - chuyển động âm thanh giữa các điểm cực trị của tòa nhà. Nhờ hệ thống hỗ trợ âm thanh, tất cả những người tham gia các sự kiện có thể nghe thấy âm thanh trong thời gian thực, không có tiếng vang.
- 292 000 mét vuông là diện tích của tòa nhà.
- 1,7 ha là khu đất mà Arena Lodowa tọa lạc.
- 850 tấn là thép xây dựng của mái nhà.
- 4 môn thi đấu Olympic được luyện tập trên đấu trường.

Đấu trường cũng cung cấp các phòng hội nghị được trang bị đầy đủ. Ngoài giờ tập luyện và các sự kiện thể thao, cơ sở phục vụ như một nơi giải trí cho công dân của Tomaszów Mazowiecki và các khu vực xung quanh. Trong suốt kỳ nghỉ hè đầu tiên sau khi khai mạc đấu trường, Tòa thị chính đã tổ chức một trường học thể thao cho trẻ em ở lại thành phố trong suốt mùa hè. Buổi hòa nhạc và các sự kiện văn hóa đại chúng cũng được tổ chức tại cơ sở.

## Các vận động viên liên quan đến đấu trường
- Karolina Bosiek, Olympian trẻ nhất Ba Lan
- Karolina Gąsecka[6]
- Aleksandra Kapruziak[7]
- Kawecaw Kmiecik
- Jaromir Radke
- Chân dài Abratkiewicz
- Zbigniew Bródka

## Sự kiện đáng chú ý
- Giải vô địch Ba Lan về trượt băng tốc độ và sự kiện toàn diện - ngày 16 tháng 12 năm 2017, 2017
- Giải vô địch Ba Lan về trượt băng tốc độ trên các khoảng cách - ngày 26 tháng 10 năm2828, 2017
- Giải vô địch Ba Lan trong Đường đua ngắn - 19 tháng 1 2121; 2018
- Giải vô địch trượt băng tốc độ ngắn thế giới năm 2018 - ngày 2 tháng 3 năm 2014
- World Cup Trượt băng tốc độ 2018 ISU - 7-8 / 12/2018
- Giải vô địch người cao niên Ba Lan trong cuộc đua ngắn - 15 tháng 3 năm 17, 2018
- Buổi hòa nhạc kỷ niệm 40 năm Bajm - ngày 13 tháng 4 năm 2018
- Thử thách toàn quốc: Những anh hùng nhỏ - ngày 21 tháng 6 năm 2018
- Hãy tham gia tích cực với Ewa Jigakowska - ngày 1 tháng 7 năm 2018
- World Cup Junners trong môn trượt băng tốc độ - ngày 24 tháng 11 năm 2015, 2018
- World Cup cao niên trượt băng tốc độ - ngày 7 tháng 12 năm 2018

Xem thêm
- Trang web chính thức của Ice Arena Tomaszów Mazowiecki